# 罪惡島 (電影)
《罪惡島》（英語：The Vanishing）是一部2018年英國心理驚悚劇情片，由克里斯托弗·尼霍爾姆（Kristoffer Nyholm）執導，塞林·瓊斯（Celyn Jones）和喬·博恩（Joe Bone）編劇。該片以1900年弗蘭南群島燈塔船員失踪事件為背景。由傑瑞德·巴特勒、彼得·穆蘭和康納·斯溫德爾主演。該影片於2018年10月在錫切斯電影節（Sitges Film Festival）首映，隨後於2019年3月在英國上映。

## 製作
2016年10月31日，宣布正在開發一部心理驚悚片《守護者（Keepers）》，克里斯托弗·尼霍爾姆（Kristoffer Nyholm）將首次執導電影，劇本由塞林·瓊斯（Celyn Jones）和喬·博恩（Joe Bone）編寫。科迪亞克影業（將與十字小溪影業一起全額資助該電影，該片將由Mad as Birds影業公司的安迪·埃文斯（Andy Evans、艾德·香農（Ade Shannon）和肖恩·馬利（Sean Marley）以及 G-地影業（G-BASE）的傑瑞德·巴特勒和艾倫·西格爾（Alan Siegel）以及科迪亞克影業的莫里斯·法迪達（Maurice Fadida）和Cross Creek影業的布萊恩·奧利弗（Brian Oliver）一起製作。巴特勒、彼得·穆蘭和康納·斯溫德爾將在這部電影中分別飾演詹姆斯、托馬斯和唐納德，其靈感源自於1900年弗蘭南群島燈塔的真實事件未解之謎。
主要拍攝工作於2017年4月中旬在蘇格蘭加洛韋開始。地點包括加洛韋馬爾、洛根港港口、波特帕特里克附近的基蘭特林根燈塔和斯特蘭拉爾附近的科西沃爾燈塔。

## 迴響
根据評論匯總网站爛番茄汇总的39篇评论文章，85%的评论家给予该作正面评价，平均打分为6.4分（满分10分）。该网站总结的评论家共识是“懸疑的氛圍、令人回味的場景和強大的演員陣容讓觀眾更有耐心、投入地解開謎團。”
在Metacritic上，10位影評人共給予了64分的分數（滿分100分），這部電影獲得了「普遍好評」。

## 外部連結
- 互联网电影数据库（IMDb）上《罪惡島》的资料（英文）
- 爛番茄上《罪惡島》的資料（英文）